# Escobosa de Almazán
Escobosa de Almazán é um município da Espanha na província de Sória, comunidade autónoma de Castela e Leão, de área 19,44 km² com população de 39 habitantes (2006) e densidade populacional de 1,95 hab/km².

## Demografia
| Variação demográfica do município entre 1991 e 2004 | Variação demográfica do município entre 1991 e 2004 | Variação demográfica do município entre 1991 e 2004 | Variação demográfica do município entre 1991 e 2004 |
| --------------------------------------------------- | --------------------------------------------------- | --------------------------------------------------- | --------------------------------------------------- |
| 1991                                                | 1996                                                | 2001                                                | 2004                                                |
| 52                                                  | 47                                                  | 39                                                  | 38                                                  |